# 스톤 아일랜드
스톤 아일랜드(Stone Island)는 라바리노의 이탈리아 컨템포러리 남성 의류 브랜드이다. 2020년 12월, 스톤아일랜드는 이탈리아의 명품 패션 하우스 몽클레르에 인수되었다.

## 브랜드
스톤아일랜드(Stone Island)는 왼쪽 팔의 위쪽 소매에 단추가 달린 나침반 패치로 알려져 있다.
원래 패치는 녹색 가장자리로 되어 있었고 2000년 경부터 검은 가장자리가 되었다. 또한, 원래 새 천년을 기념하기 위해 특정 재킷에 만들어진 더 희귀한 '흰 배지'도 있다. 이제 스톤아일랜드가 자체 개발한 재료를 사용한 재킷에 흰색 배지가 선명하다. 새로운 재킷 디자인에는 빛을 반사하는 수천 개의 작은 유리 조각을 사용하는 "액체 반사" 재킷이 포함됩니다. 1990년대 중반부터 축구는 잉글랜드와 유럽 전역에서 축구 캐주얼 하위문화에서 인기를 끌었다. 이 브랜드는 종종 훌리건주의와 연관되어 있으며 그린 스트리트 훌리건과 풋볼 팩토리와 같은 많은 축구 훌리건 기반 영화에서 볼 수 있다. 캐나다 래퍼 드레이크 또한 스톤아일랜드 옷을 입는 것을 정기적으로 목격하고 있으며, 힙합 문화에서 이 브랜드의 대중화를 도왔다.

## 역사
마시모 오스티(1944년–2005년)는 그의 첫 번째 회사 C.P.Company를 시작했다. 1974년 회사. 스톤아일랜드는 원래 그의 주요 상표의 확산선이었다. 그 브랜드는 직물의 표면 처리와 염색 기술에 특화되어 있다. GFT는 1983년에 이 회사를 인수했고, Osti는 1994년에 떠났으며, 현재는 Carlo Revetti가 운영하고 있다.
2017년 8월, 스톤아일랜드는 싱가포르 소베린 국부펀드 테마섹 홀딩스를 아직 공개되지 않은 금액에 30%의 지분으로 매각했다.
2020년 12월, 몽클레어는 11억 5천만 유로에 스톤아일랜드의 대주주 지분을 인수했다.

## 같이 보기
- 몽클레르